# Plechotka
Plechotka, asteriskus (Asteriscus Moench) – rodzaj roślin z rodziny astrowatych. Obejmuje 9 gatunków występujących w basenie Morza Śródziemnego – w zachodniej i południowej Europie (dwa gatunki), północno-zachodniej Afryce oraz na Bliskim Wschodzie. Na Wyspach Kanaryjskich obecnych jest 5 gatunków. Rosną one w miejscach piaszczystych i skalistych, często mokrych zimą oraz na wybrzeżach.
Niektóre gatunki uprawiane są jako rośliny ozdobne. W Polsce uprawiana i przejściowo dziczejąca (ma status efemerofita) jest plechotka szkarłatowata.

## Morfologia

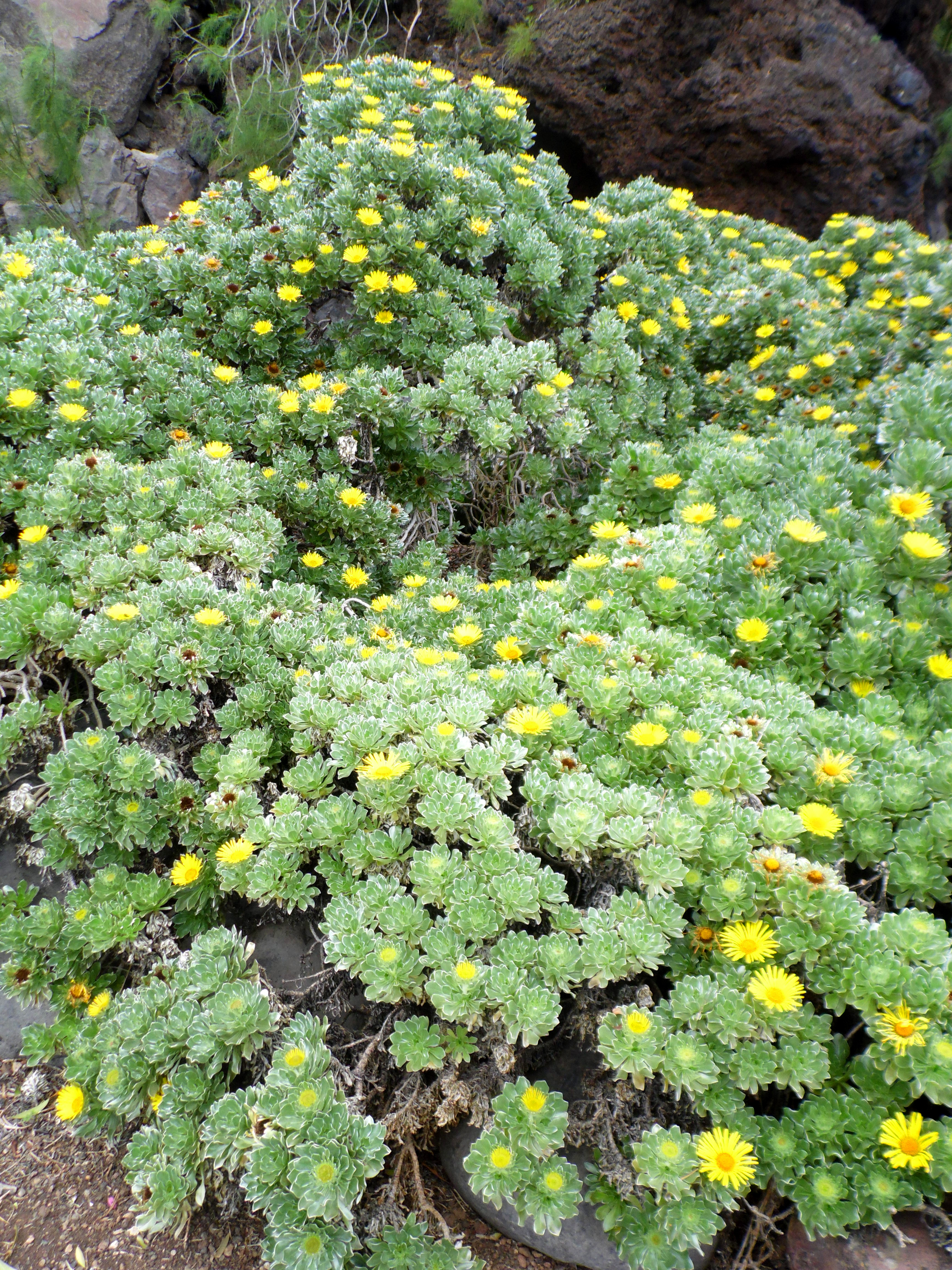
Asteriscus sericeus

PokrójPółkrzewy, byliny i rośliny roczne.
LiścieSkrętoległe, siedzące, owłosione, pojedyncze i na ogół całobrzegie, rzadko wcinane.
KwiatyZebrane w koszyczki wyrastające pojedynczo na pędach. Dno koszyczka jest płaskie lub wypukłe, pokryte łuseczkami (plewinkami wspierającymi kwiaty). Kwiaty języczkowate na skraju koszyczka są żeńskie i mają żółty okwiat (rzadko są białe). Kwiaty rurkowe są obupłciowe i także mają żółty okwiat.
OwoceNiełupki mniej lub bardziej trójkanciaste, wszystkie do siebie podobne zwieńczone dwoma pierścieniami puchu kielichowego w postaci łusek.

## Systematyka
Pozycja systematyczna
Rodzaj z plemienia Inuleae z podrodziny Asteroideae z rodziny astrowatych (Asteraceae).
Wykaz gatunków
- Asteriscus aquaticus (L.) Less. – plechotka szkarłatowata, asteriskus wodny[5]
- Asteriscus daltonii Walp.
- Asteriscus graveolens (Forssk.) Less.
- Asteriscus imbricatus DC.
- Asteriscus intermedius (DC.) Pit. & Proust
- Asteriscus pinifolius Maire & Wilczek
- Asteriscus schultzii (Bolle) Pit. & Proust
- Asteriscus sericeus (L.f.) DC.
- Asteriscus smithii Walp.

W niektórych ujęciach do rodzaju włączane są gatunki z rodzaju Pallenis. W takim ujęciu jeden z gatunków z tego rodzaju (P. maritima (L.) Greuter) określany jest polską nazwą plechotka nadmorska Asteriscus maritimus (bywa uprawiany jako ozdobny).